# 横川嘉範
横川 嘉範（よこかわ よしのり、1928年 - 2010年6月9日）は、日本の教師、平和運動家。

## 略歴
16歳のとき広島市段原東浦町で被爆。1949年広島師範学校を卒業、爆心地から4キロの地点にあった広島市立仁保小学校の教師に赴任。生徒が校庭で人骨を掘り出したことから『あの日』の記憶に苛まれ退職。1951年に上京した後、東京都江東区や世田谷区などで小学校教師を勤め、戦時教育の反省から児童の生活指導と平和教育で活躍した。東京に住む被爆者の会・東友会会長・顧問を務めた。
2010年6月9日、悪性リンパ腫のため死去。

## 著書
- 『子どもの生活と教育』 (三一新書)三一書房 1964
- 『子ども入門 親の知らない子どもの世界』明治図書出版 1973
- 『親はなぜ偉いか わが体験的子育て論』あすなろ書房 1980
- 『かしこい子どもをどう育てるか』高文研 1984
- 『原爆を子どもにどう語るか 平和教育・被爆者運動の経験から』高文研 1997

### 共編著
- 『生活指導と学級経営』大畑佳司,秋田大三郎共編 明治図書出版 1971
- 『平和教育 何を教え語りつぐか』森田俊男共編 明治図書出版 1976
- 『子どもにいま何が起こっているか』服部潔共著 高校生文化研究会 1979